# Peroj
Peroj (olaszul: Peroi) falu Horvátországban, Isztria megyében. Közigazgatásilag Vodnjanhoz tartozik.

## Fekvése
Az Isztriai-félsziget nyugati részén, Pólától 10 km-re északnyugatra, községközpontjától 4 km-re nyugatra, a Fažana–Barbariga út mellett, tengerparttól 1 km-re fekszik.

## Története
Peroj területe már a történelem előtti időben is lakott volt. A Grgur-fok közelében bronzkori település és erődítmény állt. A római korban több villagazdaság volt a területén. Szent István első vértanú tiszteletére szentelt templomát a 7–8. században építették. Írásos forrásban 804-ben szerepel először „Casale Petriolo” néven a Karoling birodalmi gyűlés oklevelében. 1028-ban II. Konrád német-római császár a pólai püspöknek adta. Egy 1197-ből származó feljegyzés szerint „Petroro” a ravennai érsek birtoka volt, 1198-ban viszont már a Morosini családé, a 14. században pedig a Castropoláké volt. Az 1561-es pestisjárvány következtében lakossága kipusztult, birtokosai helyükre bolognai, majd később görög családokat telepítettek. 1644-ben egy újabb járványban ezek nagy része is elpusztult, mindössze három élő ember maradt a faluban. A betelepítés harmadik hullámában 1657-ben a montenegrói Crmicáról származó családokat telepítettek ide. Az új telepesek magukkal hozták pravoszláv vallásukat és etnikai identitásukat a mai napig is megtartották. A településen montenegrói pravoszláv egyesület működik, az itteniek a montenegrói što nyelvjárást beszélik.
1857-ben 178, 1910-ben 419 lakosa volt. Az első világháború következményei nagy politikai változásokat hoztak az Isztrián. 1920-tól 1943-ig az Isztriával együtt olasz uralom alá tartozott. Az olasz kapitulációt (1943. szeptember 8.) követően az Isztria német megszállás alá került, mely 1945-ig tartott. A háborút hosszas diplomáciai harc követte Jugoszlávia és Olaszország között az Isztria birtoklásáért. Az 1947-es párizsi békekonferencia Jugoszláviának ítélte, melynek következtében az olasz anyanyelvű lakosság Olaszországba menekült. 1991-óta a független Horvátországhoz tartozik. 2011-ben 832 lakosa volt. Lakói főként a közeli Pólára járnak dolgozni a turizmus és a vendéglátás területén, de sokan foglalkoznak mezőgazdasággal (szőlő- és olajbogyó termesztés) és halászattal is.

## Lakosság
| Lakosság változása | Lakosság változása | Lakosság változása | Lakosság változása | Lakosság változása | Lakosság változása | Lakosság változása | Lakosság változása | Lakosság változása | Lakosság változása | Lakosság változása | Lakosság változása | Lakosság változása | Lakosság változása | Lakosság változása | Lakosság változása |
| ------------------ | ------------------ | ------------------ | ------------------ | ------------------ | ------------------ | ------------------ | ------------------ | ------------------ | ------------------ | ------------------ | ------------------ | ------------------ | ------------------ | ------------------ | ------------------ |
| 1857               | 1869               | 1880               | 1890               | 1900               | 1910               | 1921               | 1931               | 1948               | 1953               | 1961               | 1971               | 1981               | 1991               | 2001               | 2011               |
| 178                | 219                | 222                | 341                | 361                | 419                | 328                | 392                | 475                | 484                | 498                | 409                | 403                | 477                | 752                | 832                |

## Nevezetességei
- Szent Szpiridon tiszteletére szentelt plébániatemploma 1834-ben épült. Ezt a bejárat felett elhelyezett tábla örökíti meg. Tornyát 1860-ban építették. Az egyetlen ortodox templom az Isztrián. A templomot egy Szent Jeromos tiszteletére szentelt katolikus kápolna helyén építették , melyet a helyiek 1788-ban vásároltak meg és saját vallásuknak megfelelően rendeztek be. A templomban krétai és velencei eredetű ikonok láthatók, melyek a 16. és 18. század között készültek és eredetileg a pólai Szent Miklós templomban voltak.
- A temetőben áll Matijašević osztrák-magyar admirális neogótikus magánkápolnája. Értékes az épület berendezése, a 16–19. századi ikonosztáz, a templomi ruhák, terítők, liturgikus tárgyak és könyvek, valamint a 14. és 15. századi ikonok.
- Szent István első vértanú tiszteletére szentelt temploma[4] egyhajós, négyszögletes belső apszisú épület. Belseje súlyosan károsodott 1945-ben amikor istállónak használták. Környékén és benne szentek alakjait ábrázoló kora keresztény és korai román stílusú freskó töredékeket találtak, melyek azonban nem maradtak fenn.
- Szent Foska-templom egy három belső apszissal rendelkező korai román stílusú háromhajós bazilika. A szentély falait a 12. század első feléből származó falfestmények díszítették. A diadalív fölött a falon a mennybemenetel ábrázolása, fő apszisban pedig Szűz Mária Krisztussal a trónon, angyalokkal körülvéve. A falfestményeket tempera vagy féltempera technikával festették. Ezek a horvátországi román stílusú falfestés a legmonumentálisabb példái. A homlokzat elé a 16-17. században előcsarnok épült.[5]
- A Szent Mártonnak szentelt koraromán stílusú templom egy egyhajós kis épület, kiemelkedő félköríves apszissal. A templom egy korábbi lebontott templom helyén, vagy közelében épült, amelynek díszített, román kor előtti kőbútorzat töredékeit a külső homlokzatba építették be. Az oltár válaszfalának egy töredékét az új válaszfalba építették. Az épület falai tető magasságáig megmaradtak.[6]
- A „Betica” régészeti lelőhely területe magában foglal egy nagyobb római épületegyüttest (villa rustica), egy késő ókori és középkori települést, egy késő ókori nekropoliszt, az egykori Szent Ágnes-templomot és a Szent András-bazilikát a kolostor maradványaival. A Szent András kolostoregyüttese az 5. századból származó háromkaréjos kápolna köré épült, amelyhez 5. század első felében háromhajós bazilika épült. Melléje a 7. században keresztelőkápolnát építettek, majd a 8. században épület a négyszögletes temetőkápolna. A bazilikától nyugatra fekvő kolostor az 5. és a 13. század között létezett. Az egykori Szent Ágnes-templom eredetileg mauzóleumként épült.[7]
- A Lakun-öböl (Marić) felett található „Komunal” régészeti lelőhelye három nagy halom maradványaival. A halmok kb. 6 m magasak, 25 m átmérőjűek és mészkőből állnak. Az északi halom régészeti feltárása és a külső kőborítás eltávolítása során megállapították, hogy létezik egy kör alakú, száraz kőből álló teraszszerkezet, amelynek alsó terasza a földön és az alapkőzeten alapszik. A teraszok magassága 0,7 és 1,2 m között van, és összesen 5 maradt fenn belőlük. A legalacsonyabb terasz átmérője 20 m. A keleti oldalon a teraszszerkezet teteje felé egy nagyobb kőtömbökből álló lépcső található 13 lépcsőfokkal. A kevés régészeti anyag alapján a teraszos halom az 1-4. századból származik, mely valószínűleg egy őskori halmon építettek. A másik kettőt nem vizsgálták, de jellemzőik (méretük és anyaguk) szerint valószínűleg hasonló teraszos szerkezeten alapulnak a külső kőborítás alatt.[8] Ugyancsak itt található egy római villa és olajmalom maradványa. Két, az olajbogyó őrléséhez használt monolit kő egyértelműen jelzi az épület eredeti célját. A 15x6 m nagyságú nagy tározó falai 2,5 m magasan fennmaradtak. A lelőhely északi oldalán nyugatra egy 20 m széles és körülbelül 300 m hosszú halom található.[9]
- Részben Peroj területén található a Póla védelmére épített Paravia - Barbariga erődrendszer, melyet a 19. század végén és a 20. század elején építettek. Parti és szárazföldi erődítményeket, valamint a hozzájuk tartozó létesítményeket foglalja magában. Minden állandó jellegű katonai építmány finom megmunkálású, helyi kőből faragott kőtömbökből, valamint betonból és vasbetonból készült.[10]